# In Nacht und Eis
In Nacht und Eis (= In nacht en ijs) of Der Untergang der Titanic (= De ondergang van de Titanic) is een Duitse stomme film uit 1912. De film werd geproduceerd door Mime Misu, en in Berlijn, maar ook voor grote delen in Hamburg, gefilmd. In 1914 bleek dat de film verloren was gegaan (net als Saved from the Titanic), wat ervoor zorgde dat men dacht dat dat zo voor altijd bleef. Maar in 1998 bleek dat een Duitse filmverzamelaar de film nog in zijn privécollectie had staan. Diverse scènes uit de film zijn inmiddels te zien op YouTube.

## Fouten in de film
- Er waren op de Titanic geen ketels die explodeerden, terwijl dat in de film wel gebeurde.
- De kapitein was geen getuige van de oorspronkelijke botsing met de ijsberg, want hij was toen in zijn hut.
- De bemanning ziet de ijsberg met een verrekijker, terwijl in werkelijkheid de bemanningsleden op het kraaiennest niet voorzien waren van verrekijkers.
- In de film gooit de botsing met de ijsberg de passagiers naar voren. In werkelijkheid was dat nauwelijks merkbaar of helemaal niet.
- In werkelijkheid werd op het kraaiennest gecommuniceerd met de brug via een telefoon, maar in de film werd er gecommuniceerd door te schreeuwen.
- In de film raakte het schip de ijsberg aan bakboord (= links), maar in werkelijkheid raakte het schip de ijsberg aan stuurboord (= rechts).